# 中華民國駐拉脫維亞大使列表
本列表為中華民國駐拉脫維亞的歷任總領事與代表名錄。1991年中華民國开始派遣驻拉脫維亞，1994年7月28日拉脫維亞與中华人民共和国外交关系正常化後停止對中華民國的官方承認，但總領事館遲至1995年11月改為代表團並於1996年1月正式運作才走入歷史。目前兼理愛沙尼亞。

## 驻里加总领事（1992年－1994年）
1992年1月29日，中华民国与拉脱维亚建立领事关系，并于2月上旬开设驻里加总领事馆。2月24日，中华人民共和国从拉撤出大使馆。1994年7月28日，拉脫維亞與中华人民共和国外交关系正常化後，驻里加总领事馆於原館舍仍持續運作。1996年1月，正式改為非官方名義的駐拉脫維亞臺北代表團。
| 姓名   | 任命          | 到任 | 递交委任书 | 免职 | 离任          | 外交职务 | 备注 | 备注 |
| ------ | ------------- | ---- | ---------- | ---- | ------------- | -------- | ---- | ---- |
| 张贵祥 | 1992年4月18日 |      |            |      | 1994年7月28日 | 总领事   |      |      |

## 駐拉脫維亞代表（1996年至今）
1995年11月改設立駐拉脫維亞臺北代表團。1996年1月，正式掛牌運作。
| 姓名   | 到任       | 離任       | 外交銜級 | 外交職務 | 備註 | 備註 |
| ------ | ---------- | ---------- | -------- | -------- | ---- | ---- |
| 胡惇卜 | 1996年1月  | 2000年7月  | 秘書     | 代表     |      |      |
| 施文斌 | 2000年7月  | 2003年     | 代表     | 代表     |      |      |
| 陳西忠 | 2004年     | 2005年5月  | 代表     | 代表     |      |      |
| 李世明 | 2005年6月  | 2006年11月 | 代表     | 代表     |      |      |
| 王建業 | 2007年10月 | 2012年8月  | 代表     | 代表     |      |      |
| 葛光越 | 2012年8月  | 2012年9月  | 代表     | 代表     |      |      |

自2012年9月1日起，中華民國外交部為統一駐外人員內部職稱，〈駐外機構組織通〉明定大使館、代表處設大使、公使，對外名義稱代表、副代表。
| 姓名   | 到任                   | 離任       | 外交銜級 對外名義 | 外交職務 本職職務 | 備註                                   | 備註 |
| ------ | ---------------------- | ---------- | ----------------- | ----------------- | -------------------------------------- | ---- |
| 葛光越 | 2012年9月              | 2016年8月  | 代表              | 特命全權大使      |                                        |      |
| 吳榮泉 | 2016年8月              | 2018年7月  | 代表              | 特命全權大使      |                                        |      |
| 金星   | 2018年7月              | 2020年12月 | 代表              | 特命全權大使      |                                        |      |
| 黃鈞耀 | 2021年1月              | 2022年3月  | 代表              | 特命全權大使      | 兼任駐立陶宛代表 2021年12月－2022年3月 |      |
| 李憲章 | 2022年3月              | 現任       | 代表              | 特命全權大使      |                                        |      |
| 陳文儀 | 候任 2025年8月13日任命 |            | 代表              | 特命全權大使      |                                        |      |

## 外部連結
- 駐拉脫維亞臺北代表團（Facebook、X (Twitter)）